# Alpenschutz
Der schweizerische Alpenschutz wurde 1994 mit Annahme der Alpen-Initiative unter Artikel 84 in die schweizerischen Bundesverfassung geschrieben und meint insbesondere die Begrenzung des LKW-Transitverkehrs auf Strassen, die die Alpen queren. 2004 verhinderte ein Mehr bei einer Volksabstimmung zu den Tunnel-Initiativen die Lockerung des Alpenschutzes beziehungsweise den Bau einer zweiten, richtungsgetrennten Strassenröhre beim Gotthard-Strassentunnel. Der Alpenschutz in der Verfassung erstreckt sich auf vier Zielobjekte: Menschen, Tiere, Pflanzen und ihre Lebensräume in und bei den europäischen Alpen.

## Wortlaut des Verfassungstextes
Der Titel in der Bundesverfassung lautet Alpenquerender Transitverkehr und die drei Absätze der Verfassung haben folgenden Wortlaut:
1. Der Bund schützt das Alpengebiet vor den negativen Auswirkungen des Transitverkehrs. Er begrenzt die Belastungen durch den Transitverkehr auf ein Mass, das für Menschen, Tiere und Pflanzen sowie ihre Lebensräume nicht schädlich ist.
2. Der alpenquerende Gütertransitverkehr von Grenze zu Grenze erfolgt auf der Schiene. Der Bundesrat trifft die notwendigen Massnahmen. Ausnahmen sind nur zulässig, wenn sie unumgänglich sind. Sie müssen durch ein Gesetz näher bestimmt werden.
3. Die Transitstrassen-Kapazität im Alpengebiet darf nicht erhöht werden. Von dieser Beschränkung ausgenommen sind Umfahrungsstrassen, die Ortschaften vom Durchgangsverkehr entlasten.

## Vorrang der Schiene
Der alpenquerende Gütertransitverkehr von Grenze zu Grenze der Schweiz wird auf den Eisenbahnverkehr verwiesen. Dazu beteiligte sich die Schweiz an internationalen Verträgen zum Ausbau dieser Transportkapazitäten. Mit dem zweigleisigen Gotthard-Basistunnel wurde 2016 nach 17 Jahren Bauzeit eine Achse der europäischen Neuen Eisenbahn-Alpentransversale (NEAT) teilweise fertiggestellt und in Betrieb genommen.
Die damals bestehende Transitstrassen-Kapazität im Alpengebiet für den Gütertransitverkehr darf in Zukunft nicht erhöht werden, weil die existierenden Belastungen bereits als sehr hoch wahrgenommen werden und zu Schäden führen. Für dieses wichtige Teilziel gibt es mehrere mögliche Instrumente zu seiner Durchsetzung wie die Kapazitätsbegrenzungen auf den Strassen und deren Engstellen (Pässe, Tunnels, Brücken), Verlagerung von Transit auf den Eisenbahnverkehr, Verlagerungen in Bezug auf den internationalen Flug- und Schiffsverkehr, lokale Produktionskapazitäten gegenüber auf Fernverkehr basierenden Produktionen zu fördern.

## Geschichte
Parallel zum 1980 in Betrieb genommenen Gotthard-Strassentunnel wurde am Gotthardmassiv ein Rettungsstollen erstellt, der in der Planung als Vorleistung für einen späteren Ausbau auf vier Fahrspuren betrachtet wurde. Der Vollausbau wurde aus Kostengründen zurückgestellt; erst bei entsprechendem Bedarf sollte die zweite Röhre ganz ausgebrochen und als Verkehrstunnel ausgerüstet werden. Bei der Alpenkonferenz in Salzburg (Österreich) unterzeichneten am 7. November 1991 die Umweltminister der Alpenländer, darunter die Schweiz, die inzwischen ratifizierte Rahmenkonvention des Übereinkommens zum Schutz der Alpen. Aufgrund der hohen Anzahl von Lastwagen, die die Gotthardachse und deren Zufahrtsstrassen nutzten, wurde ein Ausbau des genannten Stollens auf politischem Wege blockiert und die Verlagerungspolitik des Bundesrates schliesslich im Februar 1994 durch den Volksentscheid zur Alpen-Initiative bestätigt. Dementsprechend wurde 1999 auf Bundesebene das Verlagerungsgesetz zum 1. Januar 2001 beschlossen; es galt bis Ende 2010.
2001 wurde mit der so genannten Avanti-Initiative eine Volksinitiative eingereicht, welche den Ausbau der zweiten Gotthardröhre zum Ziel hatte. Begründet wurde das Ansinnen mit den regelmässigen Staus vor den Tunnelportalen, mit Sicherheitsargumenten und mit der anstehenden Sanierung der bestehenden Gotthard-strassenröhre. Der Gegenentwurf des Parlaments zur zurückgezogenen Avanti-Initiative wurde im Februar 2004 vom Volk abgelehnt. 2007 erschien der erste Alpenzustandsbericht des ständigen Sekretariats der AK: Verkehr und Mobilität in den Alpen. Er basierte auch auf Zahlenangaben der Schweiz. Es folgen seither weitere Zustandsberichte, zum Beispiel zur Wasserwirtschaft und zum Alpen-Tourismus.
Anfang August 2008 verkündete das Bundesamt für Strassen (ASTRA), dass der Tunnel im Zeitraum 2020 bis 2025 saniert werden muss. Dafür müsste er entweder für 900 Tage am Stück geschlossen werden oder während 3,5 Jahren für jeweils 280 Tage, wobei der Tunnel zwischen Ende Juni bis Mitte September für den Hauptreiseverkehr zur Verfügung stehen würde. Lösungen wären auch eine Autoverladung und die Rollende Landstrasse, wobei von Vorteil ist, dass der Gotthard-Basistunnel der Bahn voraussichtlich im Jahre 2016 eröffnet wird. Das Güterverkehrsverlagerungsgesetz (GVVG) als Nachfolgegesetz wurde von den eidgenössischen Räten am 19. Dezember 2008 verabschiedet und auf den 1. Januar 2010 in Kraft gesetzt.
Anstatt Teilsperrungen, Umleitungen oder Autoverladung hat der Bundesrat am 27. Juni 2012 empfohlen, dass eine zweite Röhre des Gotthard-Strassentunnels gebaut werden soll. Dies ermöglicht, die erste Röhre für die mehrere Jahre dauernde Sanierung komplett zu schliessen, und gilt nach den vorgestellten Varianten als die beste Lösung. Zudem wird der Ausbau mit der steigenden Sicherheit begründet. Die Bauzeit wird in den Planungen mit 2020 bis 2027 angegeben, die Kosten liegen bei 2,8 Milliarden Schweizer Franken, eine Milliarde Franken mehr als bei einer reinen Sanierung. Am 26. September 2014 verabschiedeten Ständerat und Nationalrat ein Gesetz, das den Bau einer zweiten Tunnelröhre ermöglicht. Dagegen wurde das Referendum ergriffen, das von der Volksabstimmung am 28. Februar 2016 abgelehnt wurde.
Auch mit zwei Röhren darf nur je eine Spur pro Richtung genutzt werden, weil gemäss Artikel 84 der Bundesverfassung die Strassenkapazität im Alpengebiet nicht erhöht werden darf. Eine allfällige Lockerung dieser Bestimmung und damit eine Verfassungsänderung würde gegebenenfalls einem weiteren (obligatorischen) Referendum unterliegen.

## Film
- Vor zwanzig Jahren (mit historischen Bildern): Wie die Schweizer dem Alpenschutz zustimmten. Video der SRF Rundschau, swissinfo.ch (4 Min., 20. Februar 2014)